# Воруський Василь Андрійович
Воруський Василь Андрійович (* 1902, с. Долгобичув, Австро-Угорщина — † 22 березня 1938, Бутовський полігон, Москва, СРСР) — український поет, представник «Червоного ренесансу», учасник спілки пролетарських письменників «Гарт».

## Біографія
Народився у селі Долгобичув Люблінської губернії. У період визвольних змагань редагував газету «Український козак». Перебрався до Києва, навчався в Київському художньому інституті.
Писав вірші і прозу, вступив до київської студії Спілки пролетарських письменників «Гарт». Згодом опублікував у київській газеті «Більшовик» відкритого листа:
| «Прошу вмістити мого листа. Вважаючи, що Асоціація Панфутуристів (Комункультовців) є тим осередком в Київі, який концентрує всі дійсно революційні сили на літературному фронті, а також найбільш відповідає розвитку пролетарського підходу в роботі, цим заявляю про свій перехід з студії “Гарт”, де я працював до цієї пори, до Аспанфуту. 12/11 1924. В. Воруський». |
Учасник футуристського альманаху «Гольфштром» з віршем «25 Жовтня». Друкувався також у журналах «Глобус», «Всесвіт», «Червоний шлях» та інші.
Одне з оповідань, яке забракував «Червоний шлях», надіслав до львівського журналу «Літературно-науковий вісник», що його редагував Дмитро Донцов. Оповідання було надруковано 1927 року, після чого Воруського вигнали з київського місцевкому письменників і постановили більше не друкувати.
У травні 1927 року затриманий при спробі перейти радянсько-польський кордон. Висланий у Ярославську область, де працював на торфопідприємстві. Вдруге заарештований 1938 року, обвинувачений у шпигунстві на користь Польщі та применшенні гідності СРСР, розстріляний 22 березня 1938 року. Реабілітований 23 квітня 1964 року.